# Docudrama
Een docudrama is een genre van film, televisieprogramma of toneelstuk waarbij in een documentaire historische gebeurtenissen worden nagespeeld (gedramatiseerd).

## Eigenschappen
Docudrama's kenmerken zich door:
- nadruk op de bekende feiten van de gebeurtenis
- gebruik van verteltechnieken om de feiten aan te kleden zodat een verhaal ontstaat
- er mag met enige literaire vrijheid met minder belangrijke feiten omgesprongen worden om het drama aan te zetten.

Een goed docudrama maakt hier geen misbruik van en vermijdt opdringerig commentaar. De opvattingen van de maker mogen niet aan de kijker opgelegd worden. Historische fictie onderscheidt zich van docudrama, dat daar historische feiten alleen maar als achtergrond dienen voor een overigens verzonnen verhaal.

## Films

### Nederlandstalig
- De mannetjesmaker (1983)
- Aletta Jacobs: Het hoogste streven (1995)
- Hoe ik mijn moeder vermoordde (1996)
- De Heineken Ontvoering (2011)

### Engelstalig
- A Night to Remember (1958)
- The Gallant Hours (1960)
- Culloden (1964)
- The War Game (1965)
- Cathy Come Home (1966)
- Tora! Tora! Tora! (1970)
- The Missiles of October (1974)
- Pumping Iron (1977)
- Kring (1978)[1]
- Death of a Princess (1980)
- The Elephant Man (1980)
- Threads (1984)
- Canada's Sweetheart: The Saga of Hal C. Banks (1985)
- Seacoal (1985)
- Life Story (1987)
- Goodfellas(1990)
- Dien bien Phu (1992)
- Baraka (1992)
- Schindler's List (1993)
- Ed Wood (1994)
- Nixon (1995)
- Hillsborough (1996)
- The Insider (1999)
- Erin Brockovich (2000)
- Thirteen Days (2000)
- The Pianist (2002)
- Bloody Sunday (2002)
- The Laramie Project (2002)
- Catch Me If You Can (2002)
- The Story of the Weeping Camel (2003)
- Touching the Void (2003)
- The Last Dragon (2004)
- End Day (2005)
- Good Night, and Good Luck (2005)
- Supervolcano (2005)
- Bobby (2006)
- Hollywoodland (2006)
- Krakatoa: The Last Days (2006)
- The 9/11 Commission Report (2006)
- The Road to Guantánamo (2006)
- United 93 (2006)
- Rescue Dawn (2007)
- Breach (2007)
- Charlie Wilson's War (2007)
- A Mighty Heart (2007)
- Zodiac (2008)
- Che - The Argentine (2008)
- The Beckoning Silence (Made for TV) (2008)
- John Adams (2008)
- The Lena Baker Story (2008)
- The Informant! (2009)
- Public Enemies (2009)
- The King's Speech (2010)
- The Fighter (2010)
- The Social Network (2010)
- 127 Hours (2010)
- Fair Game (2010)
- An Adventure in Space and Time (2013)

## Televisieseries

### Nederlandstalig
- Wilhelmina (2001)
- 13 in de oorlog (2009-2010)
- Het verhaal van Nederland (2022)
- Het verhaal van Vlaanderen (2023)

### Engelstalig
- Ancient Rome: The Rise and Fall of an Empire
- Heroes and Villains
- Egypt
- House of Saddam
- Space Race